# Садове (Костанайський район)
Садо́ве (каз. Садовый) — село у складі Костанайського району Костанайської області Казахстану. Входить до складу Мічурінського сільського округу.
Населення — 1222 особи (2021; 1091 у 2009, 1067 у 1999, 1333 у 1989).
У радянські часи село називалось Садовий.